# Pararrhynchium tsunekii
Pararrhynchium tsunekii är en stekelart som beskrevs av Tatsuo Tano och Yam. 1983. Pararrhynchium tsunekii ingår i släktet Pararrhynchium och familjen Eumenidae. Inga underarter finns listade i Catalogue of Life.